# Loma Linda East
Loma Linda East è un census-designated place degli Stati Uniti d'America situato nella contea di Jim Wells dello Stato del Texas.
La popolazione era di 254 persone al censimento del 2010.

## Geografia fisica
Loma Linda East è situata a 27°45′56″N 98°11′47″W (27.765671, -98.196317).
Secondo lo United States Census Bureau, ha un'area totale di 5,2 miglia quadrate (13 km²).

## Società

### Evoluzione demografica
Secondo il censimento del 2000, c'erano 214 persone, 58 nuclei familiari e 53 famiglie residenti nella città. La densità di popolazione era di 41,2 persone per miglio quadrato (15,9/km²). C'erano 64 unità abitative a una densità media di 12,3 per miglio quadrato (4,8/km²). La composizione etnica della città era formata dal 49,53% di bianchi, lo 0,47% di isolani del Pacifico, il 49,07% di altre razze, e lo 0,93% di due o più etnie. Ispanici o latinos di qualunque razza erano il 94,86% della popolazione.
C'erano 58 nuclei familiari di cui il 60,3% aveva figli di età inferiore ai 18 anni, l'81,0% aveva coppie sposate conviventi, il 5,2% aveva un capofamiglia femmina senza marito, e l'8,6% erano non-famiglie. Il 6,9% di tutti i nuclei familiari erano individuali e l'1,7% aveva componenti con un'età di 65 anni o più che vivevano da soli. Il numero di componenti medio di un nucleo familiare era di 3,69 e quello di una famiglia era di 3,89.
La popolazione era composta dal 40,7% di persone sotto i 18 anni, il 7,5% di persone dai 18 ai 24 anni, il 32,7% di persone dai 25 ai 44 anni, il 15,4% di persone dai 45 ai 64 anni, e il 3,7% di persone di 65 anni o più. L'età media era di 28 anni. Per ogni 100 femmine c'erano 92,8 maschi. Per ogni 100 femmine dai 18 anni in giù, c'erano 101,6 maschi.
Il reddito medio di un nucleo familiare era di 30.278 dollari e quello di una famiglia era di 30.278 dollari. I maschi avevano un reddito medio di 21.250 dollari. Il reddito pro capite era di 6.614 dollari. Circa il 46,4% delle famiglie e il 69,2% della popolazione erano sotto la soglia di povertà, incluso il 100,0% di persone sotto i 18 anni di età.